# イージーグループ
イージーグループ easy Groupは、イージージェットをはじめとする低価格サービスを行う企業の持株会社である。
1995年にイージージェットを創立したステリオス・ハジ＝イオアヌStelios Haji-Ioannouにより1998年に創立され、ホテル・レンタカー・インターネットカフェをはじめ、多角的な事業を行うさまざまな企業を所有している。

## グループの事業
- easyJet：格安航空会社
- easyCar：レンタカーサービス
- easyBus：ロンドン・スタンステッド空港などとロンドン市内を結ぶバスを運行
- easyInternetcafé(旧easyEverything)：インターネットカフェ
- easyValue：価格比較サイト
- easyMoney：自動車保険
- easyHotel
- easy4Men：男性化粧品
- easyJobs：オンライン職業斡旋
- easyPizzas：宅配ピザ
- easyCinema：ミルトン・キーンズでの格安映画館（2006年に閉鎖）
- easyCinema DVD rental
- easyMusic：オンライン音楽ダウンロード
- easyCruise：コート・ダジュールの格安クルージング
- ShimmerBright (旧easyMobile)： 携帯電話事業
- easyWatch：モデルを限定したオンライン腕時計販売

このほかにもeasyTelecom（電話事業者比較サイト）、easyVan（商用車レンタカー）、easyOfficeなどの事業を展開、あるいは計画中である。